# Mas de Pedrafita (Biosca)
El Mas de Pedrafita és una masia del municipi de Biosca (Solsonès) que forma part de l'Inventari del Patrimoni Arquitectònic de Catalunya.

## Descripció
És un edifici de quatre façanes i tres plantes. A la façana est, a la segona planta a l'esquerra hi ha una entrada amb gran arc adovellat de mig punt.

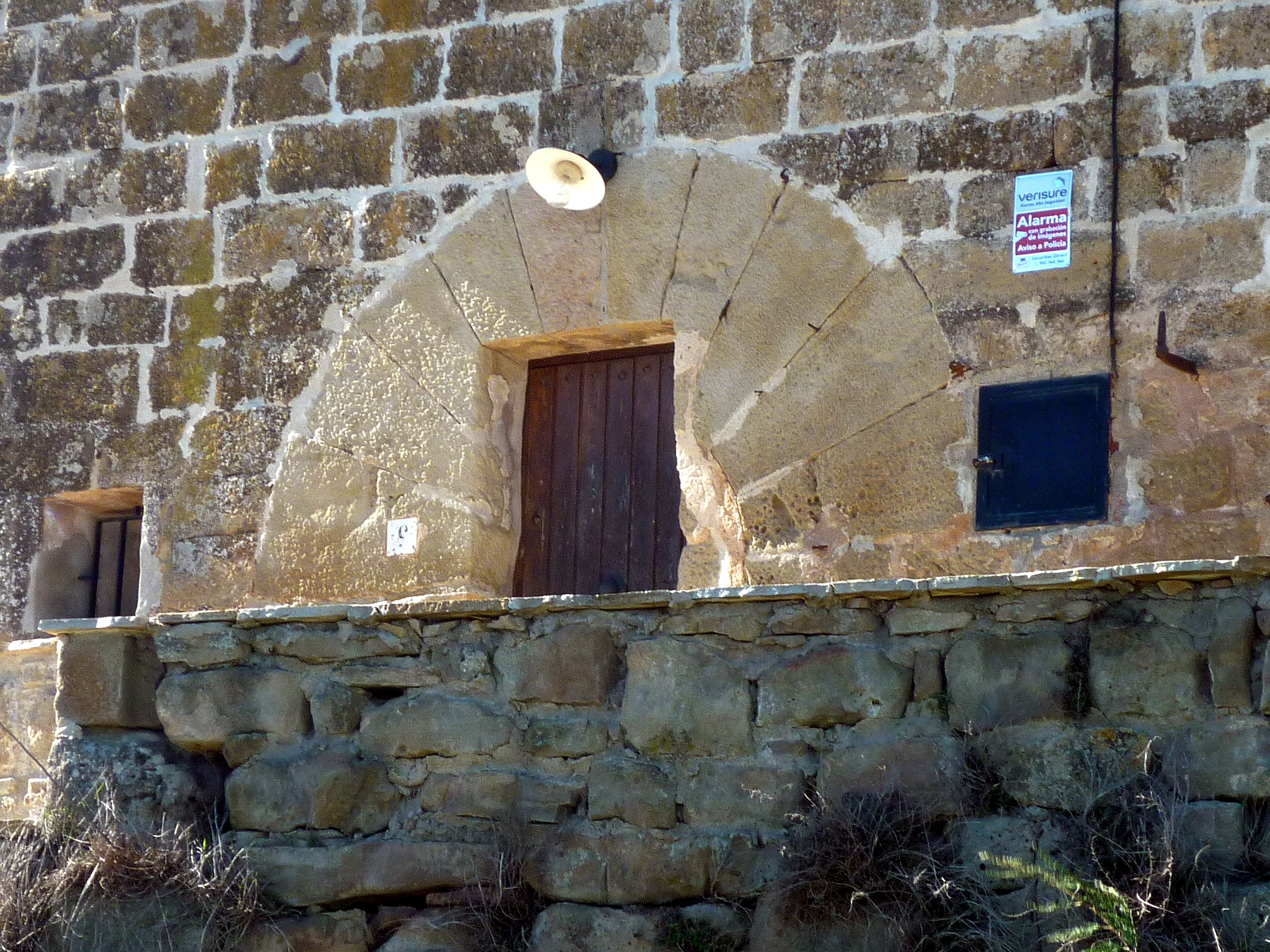
Portal adovellat

 A la seva dreta hi ha dues finestres. A la façana nord, hi ha una petita obertura a la planta baixa, una finestra a la part dreta de la segona planta, i una de més petita a la darrera planta. A la façana oest, es troba arrebossada. Hi ha tres finestres a la segona planta, i tres a la darrera. A l'extrem dret de la façana un edifici annex ocupa gran part d'aquesta. A la façana sud, hi ha dues finestres a la segona planta, i una a la darrera. La coberta és de dos vessants (nord-sud) acabada amb teules.
Davant de la façana oest, a la part esquerra hi ha un petit edifici, té una entrada amb llinda de pedra a la façana oest. La coberta és d'un vessant, acabada amb teules.
A l'extrem dret de la façana oest de la casa, sobresurt un edifici adjunt de grans dimensions. Té la coberta d'un vessant acabada amb teules. Seguint aquest, n'hi ha un altre de dimensions més petites i en més mal estat, també amb la coberta d'un vessant.